# 出雲市立旭丘中学校
出雲市立旭丘中学校（いずもしりつ あさひがおかちゅうがっこう）は、かつて島根県出雲市多久町にあった公立中学校。

## 沿革
- 1959年（昭和34年）2月15日 - 平田中学校旭丘分校と東中学校を統合し、設立。
- 1960年（昭和35年）4月1日 - 伊野中学校を統合。
- 2005年（平成17年）3月22日 - 出雲市立旭丘中学校に改称。
- 2013年（平成25年）4月 - 出雲市立向陽中学校に統合され廃校。

## 部活動
- 野球部
- 卓球部
- 女子バレーボール部
- 陸上部
- 吹奏楽部
- 美術部

## 同好会（サークル）
- 剣道サークル
- バドミントンサークル

## 著名な出身者
- 來海りえ